# 셰후 압둘라히
셰후 우스만 압둘라히(영어: Shehu Usman Abdullahi, 1993년 3월 12일 ~ )는 나이지리아의 프로 축구 선수로 수비형 미드필더와 수비수로 활약하고 있다.

## 구단 경력

### 카디시야
2014년 7월, 압둘라히는 카노 필라스에서 쿠웨이트 프리미어리그의 카디시야로 480,000 달러의 이적료에 이적하였고, 그 중 33만 달러, 카노 필라스는 150,000 달러를 받았다.

### 우니앙
2015년 6월 6일에 우니앙과 2년 계약을 체결하고 프리미어리그로 승격하였다.

### 아노르토시스 파마구스타
2016년 9월 2일, 셰후는 키프로스의 아노르토시스 파마구스타와 2년 계약을 맺고 다른 유럽 클럽에서 선수 재매각 금액의 20%에 계약을 맺었다.

### 부르사스포르
2018년 1월 24일 튀르키예의 부르사스포르와 비공개 이적료로 2년 6개월 계약을 체결했다.

### 오모니아
2020년 9월 19일, 셰후는 키프로스 1부 리그의 오모니아로 이적했다.

### 레프스키 소피아
2022년 9월 16일, 셰후는 파르바리가의 레프스키 소피아와 2022-23 시즌을 끝으로 계약을 맺었다.

## 국가대표팀 경력
2014년 1월, 스티븐 케시 감독은 그를 2014년 아프리카 네이션스 챔피언십 나이지리아 23인 팀에 포함시키기 위해 초대했다. 셰후는 2014년 1월 11일 말리와의 경기에서 1:2로 패한 경기에서 교체 선수로 출전하며 첫 출전 경기를 치렀다. 그는 나이지리아가 짐바브웨를 0대 0으로 3위로 물리치는 것을 도왔다.
그는 2016년 하계 올림픽 나이지리아 35인 예비 팀에 포함되었다.
2018년 5월, 그는 러시아에서 열린 2018년 FIFA 월드컵 나이지리아 예비 30인 팀에 이름을 올렸다.